# سام دیویس (بازیکن فوتبال)
سام دیویس (انگلیسی: Sam Davis؛ زادهٔ ۱۸۹۰) بازیکن فوتبال است.
از باشگاه‌هایی که در آن بازی کرده‌است می‌توان به باشگاه فوتبال نیوپورت کانتی اشاره کرد.